# Алоха (лунный кратер)
Кратер Алоха (лат. Aloha) — маленький одиночный ударный кратер в северной части Океана Бурь на видимой стороне Луны. Носит гавайское женское имя Алоха (также это слово в гавайском языке является приветствием). Это название утверждено Международным астрономическим союзом в 1976 г.

## Описание кратера

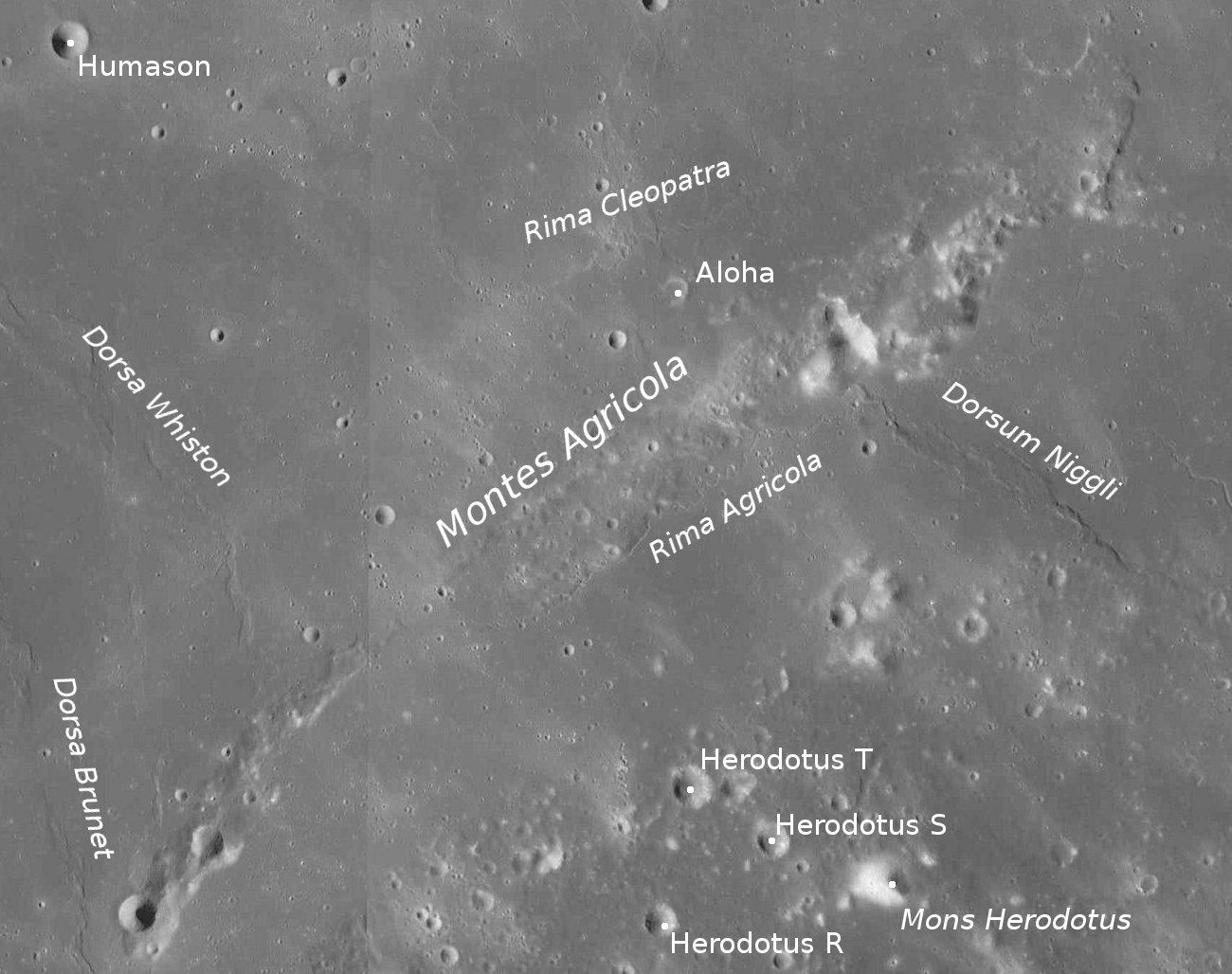
Окрестности кратера Алоха. Снимок Lunar Reconnaissance Orbiter.

Кратер расположен немного севернее гор Агриколы. Ближайшими соседями кратера являются кратер Хьюмасон на северо-западе, кратер Нильсен на северо-востоке; и кратер Раман на юго-западе. На западе от кратера лежат гряды Уистона, на севере борозда Клеопатры.
Селенографические координаты центра кратера — 29°47′ с. ш. 53°53′ з. д. / 29,79° с. ш. 53,88° з. д., диаметр — 2,5 км, глубина — около 0,5 км.
Кратер имеет необычную подковообразную форму (объясняемую, вероятно, низким углом импакта) и находится на окончании светлого луча, пересекающего Океан Бурь с юго-запада и начинающегося от кратера Глушко.

Высота вала над окружающей местностью составляет около 100 м, объём кратера приблизительно 1 км³.

## Сателлитные кратеры
Отсутствуют.